# Jean-Antoine Panet
Pour les articles homonymes, voir Panet.
Jean-Antoine Panet, né le 8 juin 1751 et mort le 17 mai 1815 à Québec, est un notaire, avocat, juge et homme politique du Bas-Canada. Premier orateur de la Chambre d'assemblée du Bas-Canada, il y est député de 1792 à 1815.

## Biographie

### Jeunesse
Il est fils du procureur et président de l'Assemblée du Bas-Canada, Jean-Claude Panet. Il sert dans la milice qui défend Québec pendant la Guerre d'indépendance des États-Unis. Il devient seigneur de Bourg-Louis en 1777. En 1779, il épouse Louise-Philippe Badelart, fille de Philippe-Louis-François Badelard.

### Carrière politique

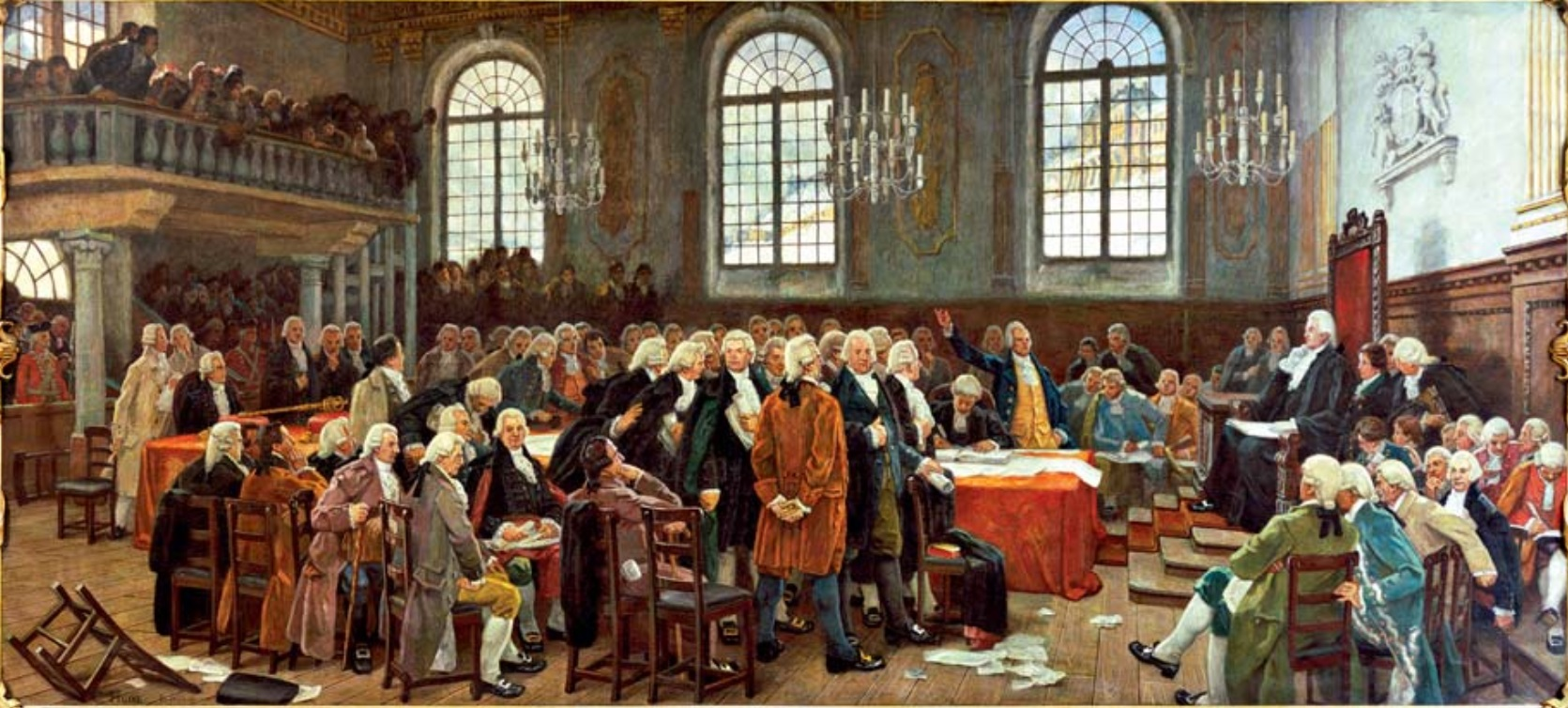
Il est orateur lors du débat sur les langues lors de la première Assemblée législative du Bas-Canada, le 21 janvier 1793

En 1792, il est élu député de la Haute-Ville de Québec à la Chambre d'assemblée du Bas-Canada, dont il est élu orateur le 18 décembre 1792. Il plaide pour que les débats puissent se tenir en français.

« Je supplie votre Excellence de considérer que je ne puis m’exprimer que dans la langue primitive de mon pays natal, et d’accepter la traduction en anglais de ce que j’aurai l’honneur de lui dire. »

— Jean-Antoine Panet au lieutenant-gouverneur, 1792
Il devient juge le 28 janvier 1794, et abandonne sa fonction d'orateur. Il est réélu député à l'assemblée pour la Haute-Ville en 1796, 1800, 1804 et 1814. En 1808, il est élu pour Huntingdon. Il est réélu orateur de l'Assemblée en 1797, et assume cette fonction jusqu'en janvier 1815, lors de sa nomination au Conseil législatif du Bas-Canada.

## Généalogie

Registres de l'état civil du Québec.
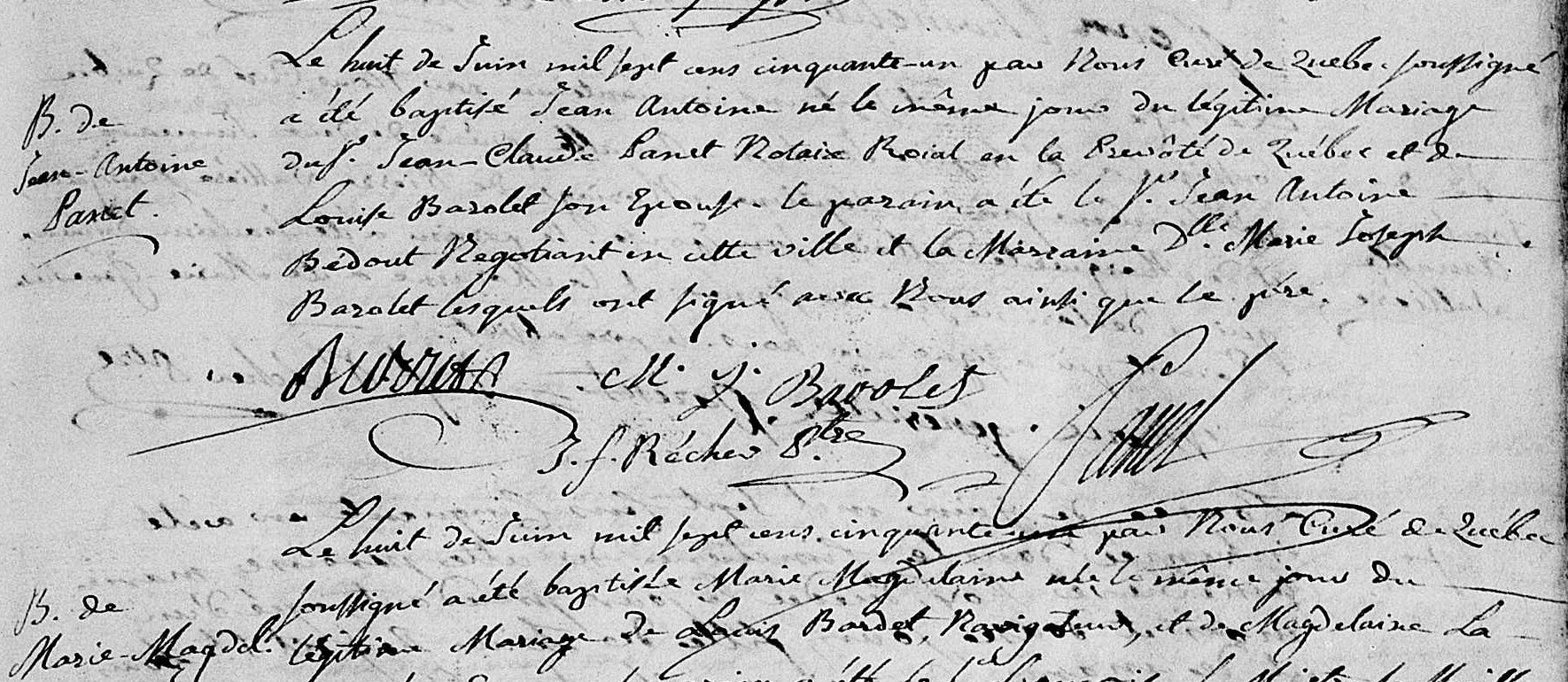
Acte de baptême de Jean Antoine Panet. 8 juin 1751. Paroisse Notre-Dame-de-Québec de la ville de Québec.
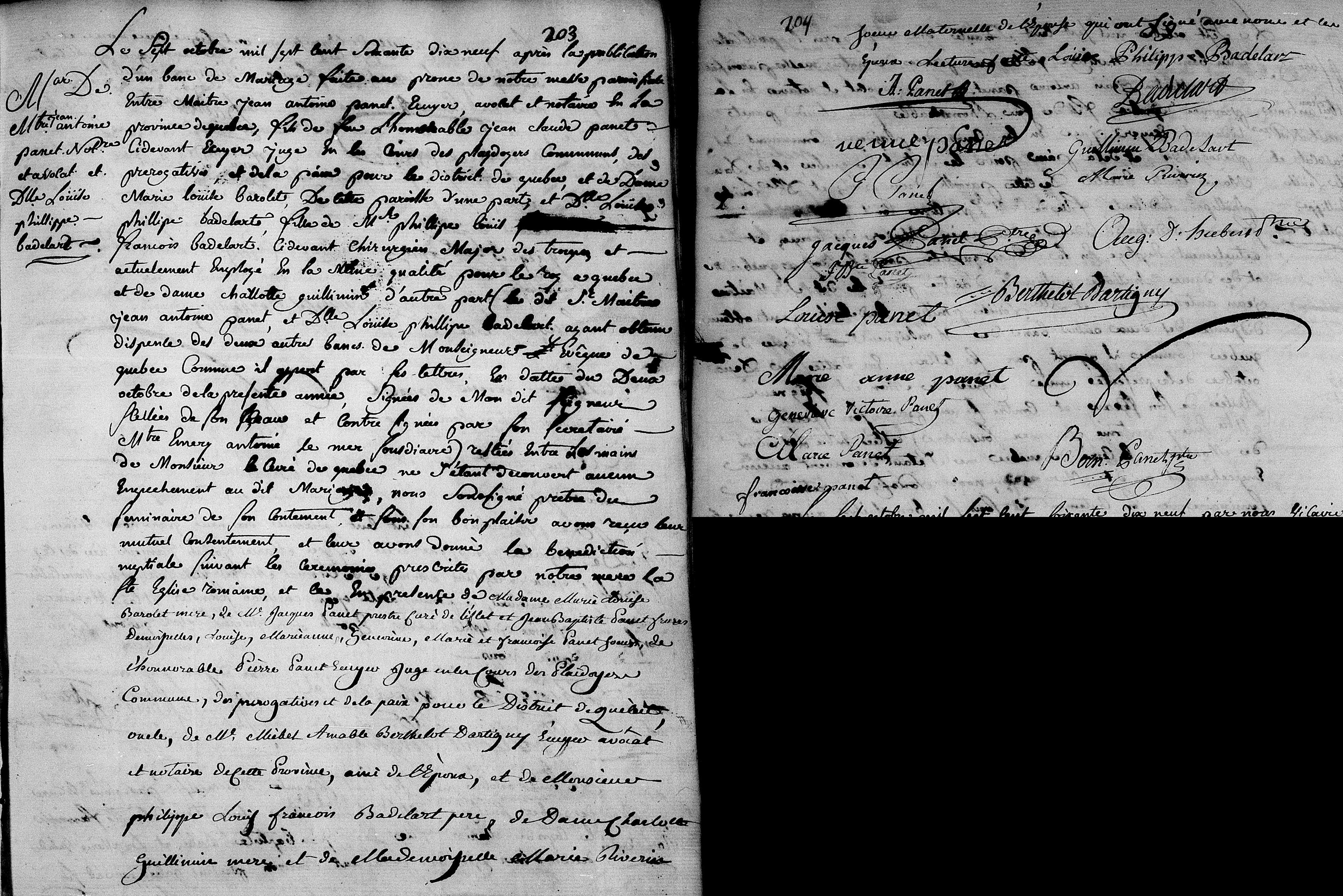
Acte de mariage entre Jean Antoine Panet et Louïse Philippe Badelart. 7 octobre 1779. Paroisse Notre-Dame-de-Québec de la ville de Québec.
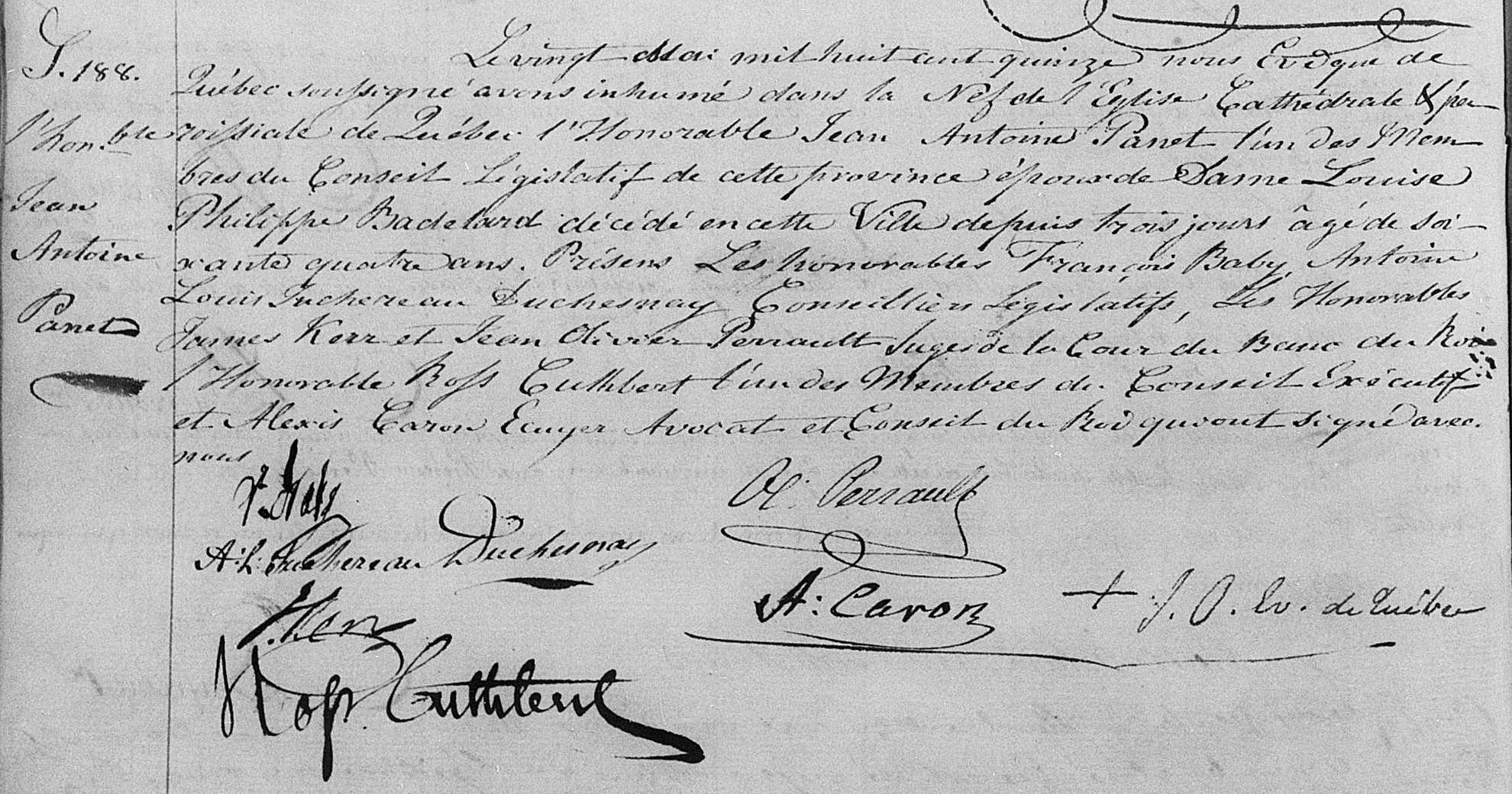
Acte de sépulture de Jean Antoine Panet. 20 mai 1815. Paroisse Notre-Dame-de-Québec de la ville de Québec.